# Tajemnica Trójkąta
Tajemnica Trójkąta (tytuł oryginału: Le Triangle secret) – francuska seria komiksowa autorstwa scenarzysty Didiera Convarda i rysowników:  Pierre'a Wachsa, Christiana Gine'a, Denisa Falque'a, Gilles'a Chailleta i André Juillarda, opublikowana przez wydawnictwo Glénat w latach 2000–2003. Po polsku dwa pierwsze tomy ukazały się nakładem wydawnictwa Egmont Polska.
Kontynuacją Tajemnicy Trójkąta są niepublikowane po polsku serie: INRI, Les Gardiens du sang, Hertz i Lacrima Christi.

## Fabuła
Komiks opowiada o Didierze Mosèle'u, attaché francuskiego Ministerstwa Kultury, masonie i bibliofilu, który wplątuje się w zagadkę manuskryptu z regionu Morza Martwego. Okazuje się, że rękopis może wstrząsnąć posadami chrześcijaństwa, co jest nie na rękę Watykanowi.

## Tomy
| Tom | Tytuł i rok wydania polskiego | Tytuł i rok wydania oryginalnego |
| --- | ----------------------------- | -------------------------------- |
| 1   | Ewangelia szaleńca (2004)     | Le Testament du fou (2000)       |
| 2   | Młodzieniec w całunie (2005)  | Le Jeune Homme au suaire (2000)  |
| 3   |                               | De Cendre et d'or (2001)         |
| 4   |                               | L'Evangile oublié (2001)         |
| 5   |                               | L'Infâme mensonge (2002)         |
| 6   |                               | La Parole perdue (2002)          |
| 7   |                               | L'Imposteur (2003)               |